# Irene Schreiber
Marianne Irene Schreiber (* 28. Juni 1921 in Köln; † 30. Dezember 2019 ebenda) war eine deutsche Grafikerin und Illustratorin für Kinder- und Märchenbücher.

## Leben
Irene Schreiber illustrierte Kinderbücher und Sammelbände mit Bechsteins Märchen, Eifeler Sagen und Legenden. Sie arbeitete mit bekannten Kinderbuchautoren und -autorinnen zusammen, darunter Hanna Schachenmeier, Esther Gretor, James Krüss, Hans Baumann, Bruno Horst Bull, Christel Süßmann, Irina Korschunow.
Sie fertigte die Illustrationen zum Buch Märchen aus dem alten Haus von Wilhelm Matthießen an. Außerdem schuf sie ein Bilderbuch auf das Volkslied Ein Jäger aus Kurpfalz sowie in Zusammenarbeit mit Lydia Kath Ein Vogel kam geflogen.
Als Illustratorin war sie aktiv von den 1950er bis in die 1980er Jahre.  Sie lebte und arbeitete in ihrer Geburtsstadt Köln, wo sie am 30. Dezember 2019 im Alter von 98 Jahren starb. Ihre Grabstätte befindet sich auf dem Kölner Südfriedhof (Flur 77 Urnengrab Nr. 463).

## Werke (Auswahl)
- Hanna Schachenmeier: Komm, wir fahren Karussell! Stalling, Oldenburg 1951, DNB 454292066.
- Esther Gretor: Kippe Kuh. Aus dem Dänischen von Thyra Dohrenburg. Stalling, Oldenburg 1952, DNB 451656431
- James Krüss: Christoffel und sein Schimmelchen. Stalling, Oldenburg/Hamburg 1956, DNB 452608511.
- James Krüss: Schimmel angespannt – fahren wir aufs Land!  Stalling, Oldenburg/Hamburg 1957,  DNB 452608996.
- Lydia Kath: Ein Vogel kam geflogen. Ensslin & Laiblin, Reutlingen 1957, DNB 452473357.
- Christel Süßmann: Ich wünsche mir, ich wünsche mir … Scholz-Mainz, Wiesbaden 1963, DNB 454961529.
- Irina Korschunow: Heiner und die roten Schuhe. Stalling, Oldenburg/Hamburg 1964, DNB 36644204X.
- Ein Jäger aus Kurpfalz. Ein Bilderbuch. Stalling, Oldenburg/Hamburg 1965, DNB 454466188.
- Hans Baumann: Der Zirkus ist da. Loewe, Bayreuth 1967, DNB 455668744.
- Wilhelm Matthiesen: Märchen aus dem alten Haus. Schaffstein, Köln 1968, DNB 457536403.
- Ludwig Bechstein: Bechsteins Märchen. Märchen-Sammlung. Loewe, Bayreuth 1966. 5. Auflage 1988, ISBN 3-7855-1548-0.